# 萊克瓦利鎮區 (明尼蘇達州特拉弗斯縣)
萊克瓦利鎮區（英語：Lake Valley Township）是位於美國明尼蘇達州特拉弗斯縣的一個行政鎮區，於1881年設立。

## 地方資料
萊克瓦利鎮區的面積為160.44平方千米，當中陸地面積為152.77平方千米，而水域面積為7.67平方千米。根據2020年美國人口普查的數據，當地共有人口198人，而人口密度為每平方千米1.23人。